# Universidad de Kisangani
La Universidad de Kisangani  (en francés, Université de Kisangani) fue junto con otras, creada a raíz de la escisión de la Universidad Nacional del Zaire (UNAZA), de la que se separó en 1981. 
Fue fundada en 1963 por misiones protestantes como Universidad libre del Congo. 